# Битка при Ел Брук
Битката при Ел Брук в действителност са две отделни сражения край селището Ел Брук (в близост до Барселона), с разлика от няколко дни, между френските колони, командвани от Франсоа дьо Шварц и Жозеф Шабрен, и отряд от испански доброволци и наемници, начело с генерал Антонио де Виляфранка и Хуан Баге.
Сраженията се водят на 6 и 14 юни 1808 г., по време на Полуостровната война. Резултатът от битките и действията на страните е испански успех. Испанците също така пленяват френски императорски орел.

## 6 юни
Френският отряд от 3800 войника на бригаден генерал Франсоа Ксавие дьо Шварц излиза от Барселона на 4 юни, напредвайки в посока към Сарагоса и Лерида. Дъждовната буря през този ден забавя похода и дава време на местните испански сили, съставени от опълчение от съседните села, каталонски доброволци ( somatén) и швейцарски и валонски наемници от барселонския гарнизон (2000 мъже), да се мобилизират за действие. Испанците са водени от генерал Антонио де Виляфранка, който ги разполага по прохода Брук.
Последвалата схватка е успех за испанците, и французите на Шварц се оттеглят към Барселона със загуби от 360 убити, 800 ранени, 60 пленени и едно заловено от неприятеля оръдие. Испанските партизани залавят и императорски орел.

## 14 юни
Вторият френски опит е на 14 юни, когато те са водени от дивизионния генерал Жозеф Шабрен. Неговите войници обаче успяват само да подпалят няколко сгради в Ел Брук, след което са победени и отблъснати от испанските сили. На 15 юни, испанците нападат французите по време на оттеглянето им към Барселона, като убиват и раняват повече от 500 души.